# Ostrowice
Ostrowice (niem. Wusterwitz) – wieś sołecka w Polsce położona w województwie zachodniopomorskim, w powiecie drawskim, w gminie Drawsko Pomorskie. W latach 1945–1954 i 1973–2018 siedziba zlikwidowanej w 2019 roku gminy Ostrowice. W 2007 wieś liczyła 487 mieszkańców., a 31 grudnia 2017 – 489. 
Wieś była siedzibą gromady Ostrowice. W latach 1975–1998 miejscowość administracyjnie należała do województwa koszalińskiego. 
Wieś leży 18 kilometrów na północny wschód od Drawska Pomorskiego, nad rzeką Kokną, przy drodze wojewódzkiej nr 173, między Drawskiem Pomorskim a miastem Połczyn-Zdrój, 1,5 km na północny wschód od jeziora Ostrowiec. W odległości około 500 metrów na wschód od wsi znajduje się wzniesienie Ostrowiczka.
W skład sołectwa Ostrowice wchodzi wieś Donatowo.

## Historia
Pierwsze wzmianki o wsi Ostrowice pochodzą z 1321. Od końca XV wieku stanowi ona własność Borków. W 1652, korzystając z położenia przy trakcie z Drawska do Połczyna, otworzono tu dużą wiejską karczmę, w której szynkowano drawskie piwo. W 1940 nieopodal wsi powstał duży obóz pracy. 
4 lipca 2018 mieszkańcy sołectwa w konsultacjach społecznych w większości (3 osoby) wstrzymali się od głosu w sprawie zniesienia gminy Ostrowice, projekt poparła 1 osoba.

## Zabytki
Do wojewódzkiego rejestru zabytków wpisany jest dawny kościół ewangelicki, obecnie rzymskokatolicki kościół parafialny pw. Niepokalanego Poczęcia Najświętszej Maryi Panny z 1697 należący do dekanatu Drawsko Pomorskie, diecezji koszalińsko-kołobrzeskiej. Barokowy kościół został ufundowany przez właścicieli wsi Ernesta Klausa von Horn i Eleonorę von Kleisten w 1697 i przebudowany w latach trzydziestych XIX wieku. Obiekt murowany, salowy, zamknięty półkoliście; od zachodu  nad nawą czworoboczna, drewniana wieża z tarczami zegarowymi (1892), hełm piramidalno – ostrosłupowy. Na wieży kościelnej zawieszono dzwony z 1732 i z 1924. Drugi z nich, żelazny, ufundowano w miejsce dzwonu z 1737, przetopionego w 1917 na cele wojenne. 
We wnętrzu barokowy ołtarz główny z około 1700; ambona i kropielnica również barokowe; krucyfiks procesyjny z XVIII w., prospekt organowy klasycystyczny z pocz. XIX w.

## Sport
W miejscowości działa Klub Sportowy Błękitni Ostrowice, którego drużyna piłkarska seniorów występuje od 2021 roku w rozgrywkach Klasy A Zachodniopomorskiego Związku Piłki Nożnej. Błękitni Ostrowice po zajęciu 6. miejsca w tabeli końcowej sezonu 2001/2002 lokalnej Klasy A zostali rozwiązani, w 2020 roku klub został reaktywowany.